# Afsaneh Bayegan
Afsaneh Bayegan (en persan : افسانه بایگان ; née à Téhéran le 2 janvier 1961) est une actrice iranienne du cinéma et de la télévision.

## Carrière
Après un diplôme du lycée, elle se dirige vers le cinéma et la télévision. À la télévision, elle apparaît dans la série télévisée Sarbedaran de Mohammad Ali Najafi (1984) et diffusée par le canal 1 de l'IRIB, qui est un succès immédiat.
Parmi ses plus récentes apparitions dans les téléséries, SMS de l’au-delà (Payamak Az Diar Baghi) à côté de Mohammad Reza Sharifinia a attiré l’attention des critiques et du public. Au cinéma, elle débute avec Boogh (le klaxon) d’Ali Alinejad en 1972.
En 2023, elle est condamnée à deux ans de prison avec sursis pour être apparue en public sans hijab. Elle doit aussi suivre des séances de « psychothérapie » et ne peut pas quitter le pays pendant deux ans.

## Filmographie

### Cinéma
- 1985 : Disparition
- 1986 : Sanctuaire judiciaire
- 1986 : Le Lycée
- 1986 : L’Organisation
- 1986 : Laisse-moi vivre
- 1987 : The Tuberose
- 1987 : Le Châtiment
- 1988 : Tooba
- 1989 : The Last Chance
- 1989 : Mortel
- 1989 : Shangool et Mangool
- 1990 : Deux films avec un billet
- 1991 : Les Loups affamés
- 1991 : La Chance de vivre
- 1991 : Le Domaine
- 1992 : Attaque des crabes
- 1992 : La Splendeur de retour
- 1992 : Maryam et Mitil
- 1992 : Alma
- 1992 : Khosh Khyal (Naïf)
- 1992 : Atal Matal Tootooleh
- 1993 : Cascadeur
- 1994 : Le Châtiment
- 1994 : Le Jour spectaculaire
- 1995 : Les Sœurs étrangères
- 1996 : Non pardonné
- 1997 :  Le Soufflé coupé
- 1997 : Tathti
- 1997 : Le Rebelle
- 1997 : Les Cascadeurs
- 1998 : L'Homme changé
- 1998 : Main dans la terre
- 1998 : Raid de nuit
- 1998 : Tootia
- 2008 : Super Étoile (Super Star)

### Séries télévisées
- 1984 : Sarbedaran de Mohammad Ali Najafi
- 2008 : SMS de l'au-delà (Payamak Az Diar-e Baghi)